# Consell Mundial d'Esglésies
El Consell Mundial d'Esglésies (CMI) és la principal organització ecumènica cristiana internacional. Va ser fundat per 147 esglésies, el 23 d'agost de 1948 a Amsterdam. La seva seu és a Ginebra, Suïssa; hi estan afiliades 348 esglésies i denominacions amb prop de 550 milions de cristians a més de 120 països. Les esglésies que conformen el CMI viuen en condicions socials, econòmiques, culturals i polítiques molt diferents. Practiquen diverses formes de culte i mantenen diferents formes d'organització i govern. Són principalment esglésies ortodoxes i protestants, encara que també n'hi ha d'altres d'afiliades, com les esglésies ortodoxes orientals (etíop, copta, armènia, siríaca), l'assíria) i l'Església Catòlica Antiga.
L'Església Catòlica Romana no hi està afiliada, encara que manté una relació de treball regular amb el CMI. A cada país i regió el CMI treballa per a construir Consells d'Esglésies, els quals al seu torn poden afiliar-se al CMI. Entre aquests pot esmentar-se el Consell Llatinoamericà d'Esglésies. El CMI emfatitza en la unitat en la fe i en el testimoniatge comú en el treball de missió i evangelització. Promou la unitat dels cristians en l'oració, les relacions fraternals entre les esglésies i l'establiment de relacions espirituals per a aprendre unes d'unes altres. Des de la seva creació, el CMI ha donat suport i inspirat la participació de les esglésies en les lluites per la pau, la justícia i la solidaritat amb els necessitats.

## Estructura del CMI
L'Assemblea del CMI es realitza cada set anys. El Comitè Central del CMI és triat per l'Assemblea d'entre els seus delegats i actua com òrgan rector suprem del CMI fins a la següent Assemblea, reunint-se cada 12 o 18 mesos. És responsable de l'aplicació de la política general aprovada per l'Assemblea, revisant i supervisant els programes del CMI i aprovant el pressupost del Consell. L'Assemblea escull als presidents del CMI, que són membres del Comitè Central. El Comitè Executiu (inclosa la seva Mesa) és escollida pel comitè Central i es reuneix normalment dues vegades a l'any. El Secretari General ocupa d'ofici les funcions de secretari dels Comitès Central i Executiu. L'actual secretari general és Samuel Kobia, metodista de Kenya, el moderador del Comitè Central Walter Altmann, luterà de Brasil, escollit després de la IX Assemblea General, realitzada a Porto Alegre, Brasil, al febrer de 2006.
S'han efectuat els següents consells: 
- I Amsterdam, Països Baixos. 22 d'agost al 4 de setembre de 1948. Participen 147 esglésies i el tema va ser El desordre de l'home i el designi de Déu;
- II Evanston (Illinois), Estats Units. 15 al 31 d'agost de 1954. Participen 161 esglésies i el tema va ser Crist, l'Esperança del món;
- III Nova Delhi, Índia. 19 de novembre al 5 de desembre de 1961. Participen 197 esglésies i el tema va ser Jesucrist, la Llum del món ;
- IV Uppsala, Suècia, 1968. 4 al 20 de juliol de 1968. Participen 235 esglésies i el tema va ser Heus aquí, jo faig noves totes les coses;
- V Nairobi, Kenya. 23 de novembre al 10 de desembre de 1975. Participen 285 esglésies i el tema va ser Jesucrist Allibera i Uneix;
- VI Vancouver, Canadà. 24 de juliol al 10 d'agost de 1983. Participen 301 esglésies i el tema va ser Jesucrist, Vida del Món;
- VII Canberra, Austràlia. 7 al 20 de febrer de 1992. Participen 317 esglésies i el tema va ser Veuen, Esperit Sant, renova tota la creació;
- VIII Harare, Zimbàbue. 3 al 14 de desembre de 1998. Participen 339 esglésies i el tema va ser Buscar a Déu amb l'alegria de l'esperança;
- IX Porto Alegre, Brasil. 14 al 23 de febrer de 2006. Participen 348 esglésies i el tema va ser Déu, en la teva gràcia, transforma el món.